# Brauerei Beck

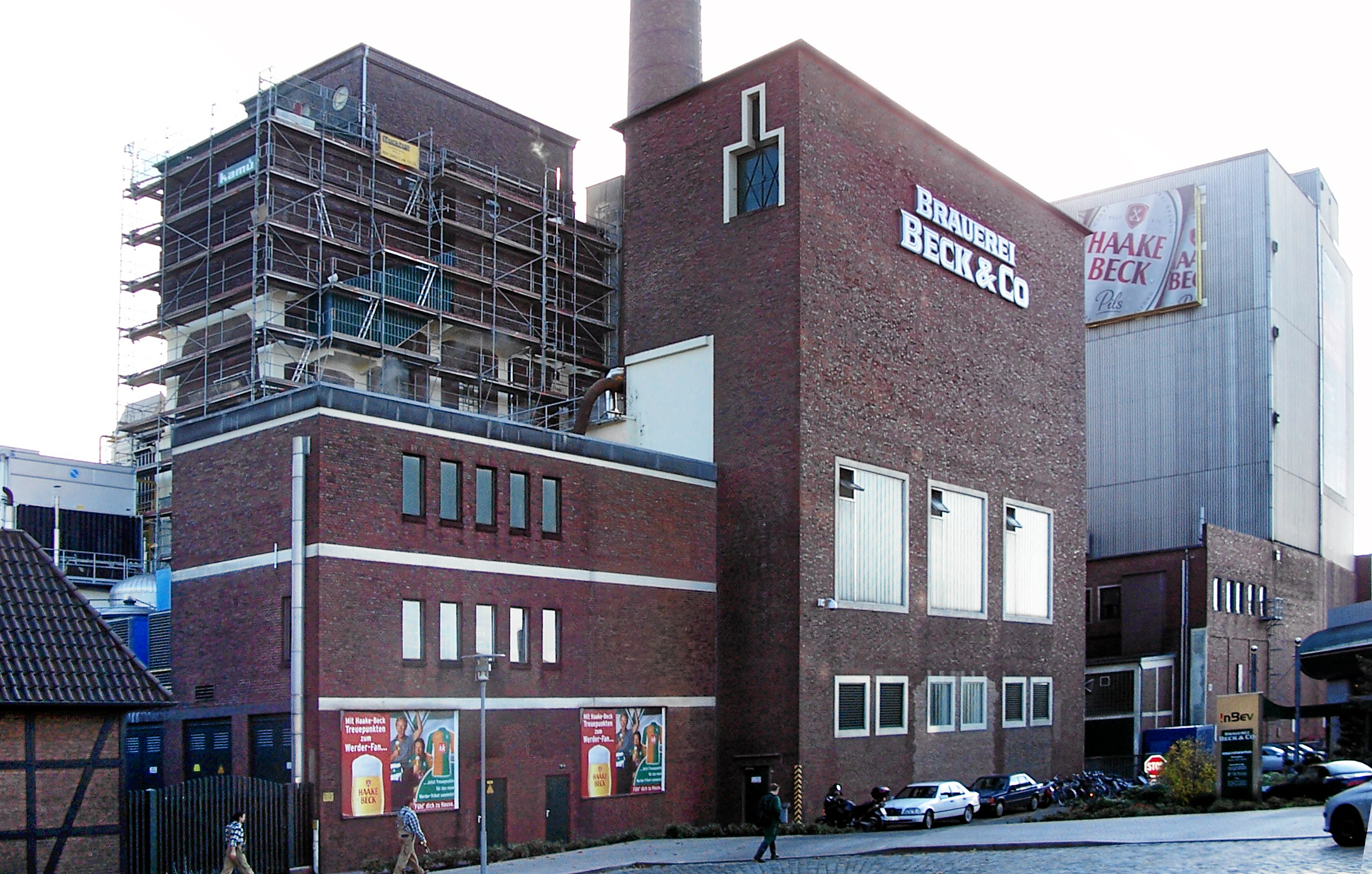
Brauerei Beck

Die Brauerei Beck GmbH & Co. KG mit Sitz in Bremen stellt unter dem Markennamen Beck’s Biere und Biermischgetränke für den deutschen und internationalen Markt her. 2002 wurde sie von der belgischen Interbrew-Gruppe aufgekauft. 2004 entstand aus der Fusion von Interbrew und Companhia de Bebidas das Américas der größte Brauereikonzern der Welt Inbev. Aus dem Zusammenschluss von InBev und Anheuser-Busch wurde Ende 2008 Anheuser-Busch InBev.

## Unternehmen
Die Brauerei Beck ist ein in Bremen ansässiges und neben der Binnenpräsenz deutlich auf den Export ausgerichtetes Unternehmen. Der Eigentümer der Brauerei ist Anheuser-Busch InBev mit Sitz in Löwen (Belgien). Sie stellt unter der Marke Beck’s verschiedene Bierprodukte nicht nur in Bremen her sowie die nicht nur in Norddeutschland bekannte Regionalmarke Haake-Beck sowie das naturtrübe Kräusenbier Haake-Kräusen.
Das Unternehmen beschäftigte zu Beginn der 2010er-Jahre ungefähr 1500 Mitarbeiter. Am 17. Oktober 2013 kündigte die Unternehmensführung einen massiven Stellenabbau an. Von den etwa 1400 Beschäftigten in Bremen sollten laut Beck’s-Mutterkonzern AB Inbev 151 Stellen abgebaut werden.
Die Brauerei exportiert in insgesamt etwa 120 Länder der Welt. In Deutschland setzte Beck’s 2017 2,5 Millionen Hektoliter Bier und Biermischgetränke ab.

## Chronik des Unternehmens

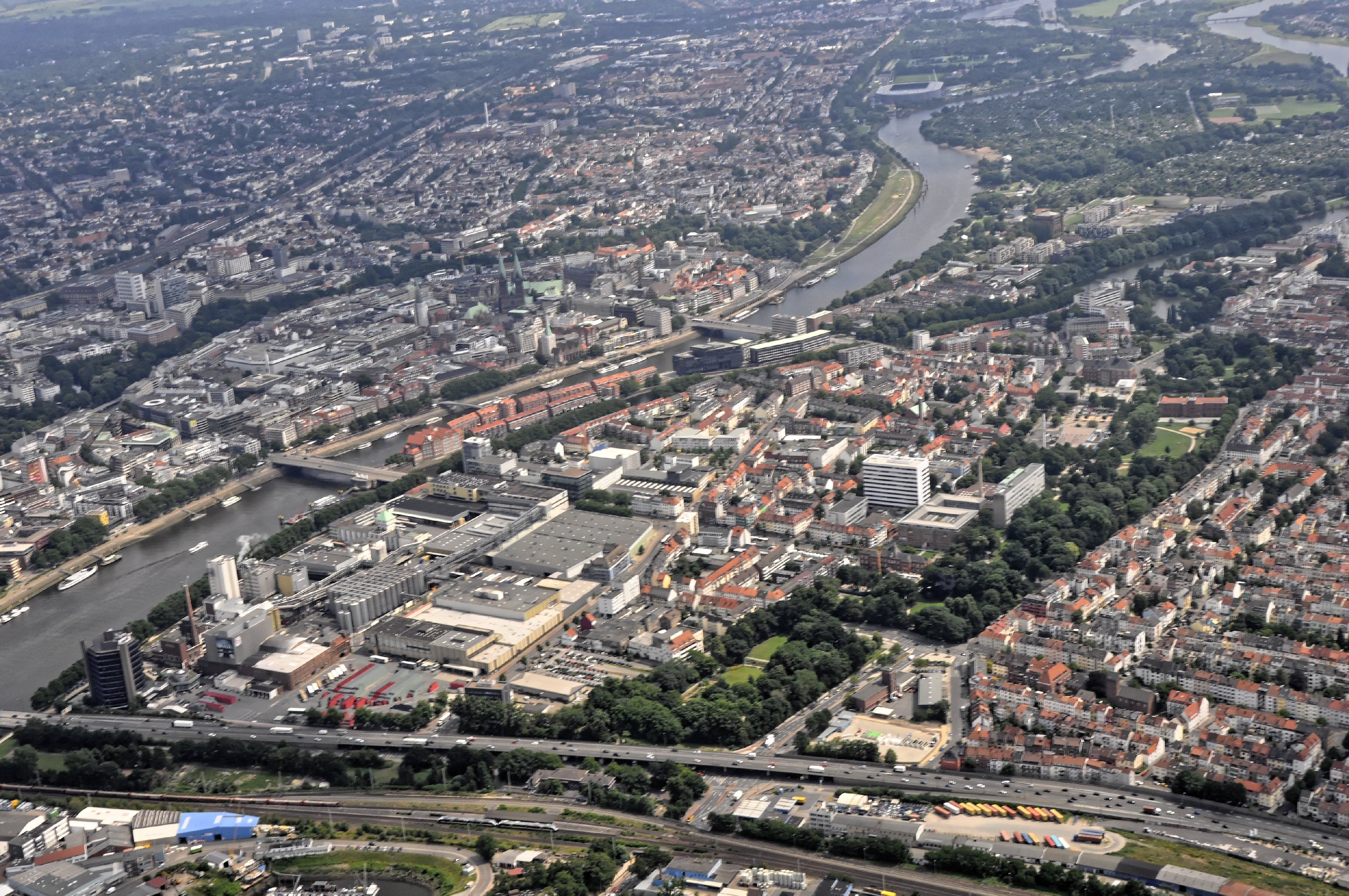
Die Brauerei von oben

### Gründerphase ab 1873
Am 27. Juni 1873 gründeten der Kaufmann Franz Gustav Thomas May, der Unternehmer Lüder Rutenberg und der Braumeister Heinrich Beck die Kaiserbrauerei Beck & May o.H.G. Die Kaiserbrauerei verkaufte ab 1874 Bier in grünen mundgeblasenen Flaschen an Bremer Gaststätten. Am 1. Oktober 1875 schied Thomas May aus dem Unternehmen aus, und das Unternehmen wurde nun in Kaiserbrauerei Beck & Co umfirmiert. Ab 1876 wurde ein Bier nach Pilsener Brauart entwickelt, das ideal für den Transport nach Übersee geeignet war. Das Bier gewann die Goldmedaille auf der Weltausstellung in Philadelphia für „das beste aller kontinentalen Biere“. Das Abbild der Medaille und der Bremer Schlüssel (ab 1877) erschienen erstmals als Signet auf dem Etikett. Das Bier wurde als Schlüsselbier und Key Beer weltweit bekannt. 1884 wurde das ovale Etikett mit einem nach rechts gerichteten Schlüssel als Warenzeichen geschützt. Der Export des Kaiserbieres begann 1886 mit der Reichspostdampferlinie nach Fernost.
Die Bierkühlung wurde 1888 von Natureis auf maschinell hergestelltes Eis umgestellt. 1882 trat Rutenbergs Schwiegersohn Lambert Leisewitz in die Leitung der Brauerei ein. Er erweiterte und modernisierte den Betrieb. Nachdem Rutenberg sich aus der Brauerei zurückgezogen hatte, waren ab 1890 Leisewitz und Georg Wertgen persönlich haftende Gesellschafter der Brauerei.
Nach dem Tod von Lüder Rutenberg im Jahr 1890 wurde die Firma zur Kaiserbrauerei Beck & Co KG. 1893 wurde ein bakteriologisches Laboratorium zur Prüfung der Rohstoffe und des Biers eingerichtet. Am 17. Oktober 1896 lehnte das Kaiserliche Patentamt die am 1. Oktober 1894 dort eingegangene Warenzeichenanmeldung „K. 127/16a Wz.“ der Kaiserbrauerei Beck & Co. um Eintragung des Warenzeichens „Pilsener Bier“ ab, weil „dasselbe Angaben enthält, welche den tatsächlichen Verhältnissen ersichtlich nicht entsprechen und die Gefahr einer Täuschung des Publicums begründen.“
Auf der Weltausstellung Paris 1900 gehörte die Kaiserbrauerei Beck & Co. zu den Vertretern der Gruppe „Deutsche Nahrungsmittelindustrie“.
1900 stieg der Exportabsatz erstmals über 100.000 Hektoliter. Australien wurde 1906 mit einer jährlichen Abnahme von über 30.000 Kisten wichtigster internationaler Markt. 1909 wurde die Kaiserbrauerei Beck & Co KGaA gegründet. Die Nienburger Glashütte Himly, Holscher & Co übernahm einen Kommanditanteil an der Firma. Der Gesamtausstoß überstieg 1911 erstmals 200.000 Hektoliter. Kriegsbedingt kam das Ausfuhrgeschäft mit dem Beginn des Ersten Weltkrieges zum Erliegen. Die Brauerei belieferte die deutschen Truppen und konnte überleben. Der Ausstoß sank jedoch auf 100.000 Hektoliter.

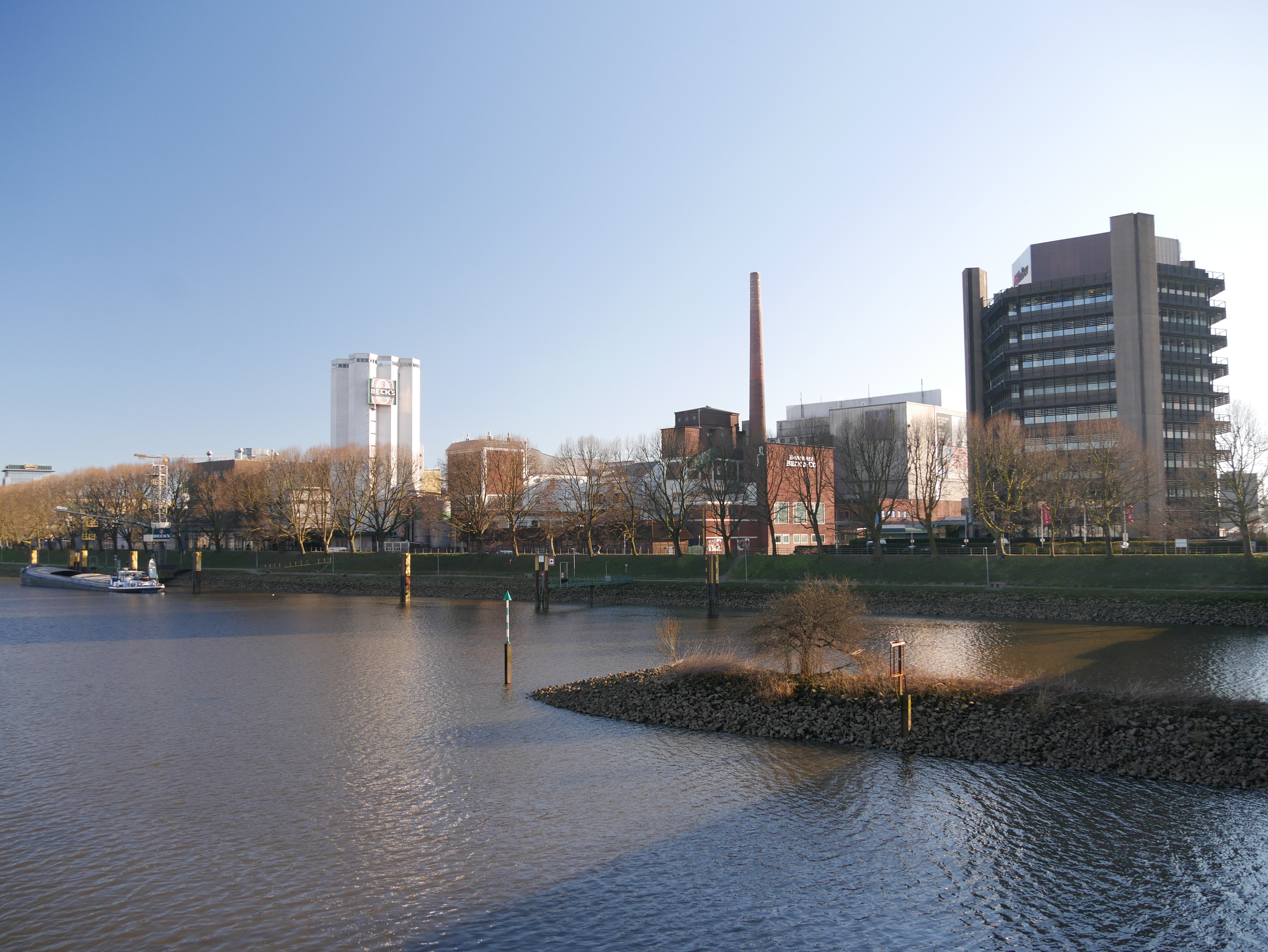
Brauhaus an der Weser in Bremen

1917 wurde die Remmer Brauerei in Bremen gekauft und 1918 die Aktienmehrheit der St. Pauli-Brauerei – des stärksten Konkurrenten auf internationalen Märkten – übernommen. 1921 wurde das gesamte Inlandsgeschäft auf die neu gegründete Haake-Beck Brauerei A. G übertragen. Die Kaiserbrauerei benannte sich nun in Exportbrauerei Beck & Co. um. 1924 übernahm Beck & Co. die Mehrheit an der Nienburger Glashütte Himly, Holscher & Co. Die zu diesem Zeitpunkt im Gegensatz zu den traditionellen Holzfässern noch wenig verbreiteten V2A-Nirosta-Fässer für den Biertransport wurden 1928 eingeführt. 1931 begann Beck & Co mit dem Bau einer Brauerei in Batavia auf Java. Die ABC-Brauereien (Archipel Brewerie Company) nahmen 1933 und 1934 den Betrieb auf.
Bedingt durch die Machtübernahme der Nationalsozialisten und die Boykottaufrufe gegen Deutschland brach der Exportmarkt ab 1934 ein. Die Auslieferung sank auf 70.000 Hektoliter. 1936 übernahm die Beck & Co. KG die Aktiva und Passiva der Kaiserbrauerei Beck & Co K.a.A., und ein Jahr darauf kaufte die Beck die Winterhuder Brauerei in Hamburg. Mit dem Beginn des Zweiten Weltkrieges kam der Bierexport zum Erliegen. Die Brauereien in Singapur und Batavia wurden beschlagnahmt. Der Absatz 1939/40 sank auf 40.616 Hektoliter. 1944 wurden große Teile der Produktionsanlagen durch Bomben zerstört. Die Brautätigkeit musste 1945 eingestellt werden.

### Entwicklungen nach 1945
Erst 1948 wurde wieder Bier gebraut. Im Dezember gingen die ersten 200 Kisten in den Export nach Bangkok. 1949 wurde erstmals Beck’s im Inland verkauft. 1953 wurde eine Dosenabfüllanlage für den Amerika-Export eröffnet. Die erste bundesweite Anzeigenaktion in der Zeitschrift »Der Spiegel« lief 1955 unter dem Slogan: „Beck’s (Bier) löscht Männerdurst“. Es folgte 1958 der erste Spot im deutschen Fernsehen.
Der Inlandsabsatz überstieg 1960 erstmals 100.000 Hektoliter und 1964 war der Inlandsabsatz mit 248.242 Hektolitern erstmals größer als der Absatz im Ausland mit 189.637 Hektolitern. Der Dreier-Dosenpack wurde 1967 entwickelt, und 1968 folgte die Entwicklung des „Beck’sers“, eines Sechserträgers für 0,33-Liter-Flaschen. Eine Million Hektoliter Bier wurde 1973 verkauft (Inland: 604.000 Hektoliter, Ausland: 597.000 Hektoliter) und 1974 Beck’s als Fassbier in Deutschland eingeführt. Der Slogan wurde 1975 vom Männerdurst zum Kenner-Durst geändert („Beck’s (Bier) löscht Kenner-Durst“).
Das denkmalgeschützte Verwaltungsgebäude der Brauerei Beck von 1975 konnte bis zu 300 Mitarbeiter aufnehmen.
Die Bremer Erfrischungsgetränke GmbH konnte 1979 erworben werden. Am 1. Oktober 1981 fusionierten Beck & Co. und die Haake-Beck Brauerei Aktiengesellschaft. Bei einem Gesamtabsatz von 2.964.000 Hektolitern wurde 1983 die Milliongrenze für den Export überstiegen. Ein Großsegler mit grünen Segeln warb seit 1984 für Beck’s. Seit 1988 fährt der Großsegler, die Alexander von Humboldt, Werbung für Beck’s. 1990 kam der neue Slogan – „Beck’s – Spitzen-Pilsener von Welt“ – auf den Markt. „Sail away“ wurde 1992 der Werbesong von Beck’s. Der Song wurde zunächst von Hans Hartz und ab 1995 von Joe Cocker gesungen. Ein neuer Slogan heißt ab 2001 „The Beck’s Experience“.
Ab 1989 beteiligte sich Beck & Co. an der nordamerikanischen Dribeck Importers, die 1998 in Beck’s North America umbenannt wurde. Die USA wurden der größte Auslandsmarkt von Beck & Co. Nach der Wende übernahm Beck & Co. 1991 die Rostocker Brauerei. 1992 begann eine Kooperation mit der südostchinesischen Golden Key Brewery, die eine neue Brauerei baute, um Beck’s in Lizenz für den chinesischen Markt zu brauen. Eigentümer der Golden Key Brewery war der indonesische Geschäftsmann mit chinesischer Herkunft Eddy Tansil (* 1953), der 1996 aus einem Gefängnis in Jakarta floh.
1993 wurde Beck’s Alkoholfrei eingeführt. Der Gesamtabsatz von Beck & Co. überstieg 1994 die Marke von fünf Millionen Hektolitern. Das neue Besucherzentrum eröffnete 1997 seine Pforten.
1999 wurde Beck & Co. Anteilseigner an der Namibia Breweries Limited (NBL) in Windhoek; ab 2000 wurde Beck’s für den afrikanischen Markt gebraut.
Der belgische Konzern Interbrew (heute: Anheuser-Busch InBev) übernahm die Brauerei im Februar 2002 für einen Preis von 1,8 Milliarden Euro. Verkauft wurden nun: 2002 die Nienburger Glas GmbH an Rexam, 2003 die Rostocker Brauerei an Brau & Brunnen, 2005 die Bremer Erfrischungsgetränke GmbH und 2007 die Beteiligung an der nordIT GmbH. Der Konzern schaffte aus Kostengründen 2005 auch die traditionellen Bremer Bierkutscher ab, die das Bier mit Pferdegespann ausgeliefert hatten. Der erst wenige Jahre alte Pferdestall wurde umgebaut und wird jetzt als Büro genutzt.
Von 2003 bis 2006 wurden in den Markt eingeführt: Beck’s Gold, Beck’s Green Lemon, PerfectDraft für Heimzapfanlagen, Beck’s Chilled Orange und Beck’s Level 7. 2008 wurden die Produkte Beck’s Green Lemon alkoholfrei und Beck’s Ice eingeführt. Der so genannte Weserkeller – ein direkt an der Weser stehendes auffälliges Gebäude, in dem sich nicht mehr genutzte Gär- und Lagertanks befanden – wurde abgebrochen.
Nach der Übernahme der Münchener Spaten-Löwenbräu-Gruppe durch Interbrew (jetzt Anheuser-Busch InBev) werden vom Unternehmenssitz in Bremen zunehmend auch die deutschen Beteiligungen und Marken verwaltet und gesteuert.
Im Januar 2014 verhängte das Bundeskartellamt gegen vier große Brauereien wegen Preisabsprachen für Fass- und Flaschenbiere in einem Bierkartell von 2006 bis 2008 eine Strafzahlung von 106,5 Millionen Euro. Anheuser-Busch InBev selbst blieb von einer Strafzahlung ausgeschlossen, weil es diese Absprachen gemeldet hatte (Kronzeugenregelung).

## Produkte unter der Marke
- Beck’s – helles Pils
- Beck’s Gold – mildes helles Lagerbier
- Beck’s Unfiltered – naturtrübes Pils
- Beck’s Blue – alkoholfreies Bier
- Beck’s Lime – Pils mit einem Schuss Limette
- Beck’s Green Lemon – Biermischgetränk mit niedrigem Alkoholgehalt und Zitronengeschmack
- Beck’s Green Lemon Zero – Beck’s Green Lemon ohne Alkohol
- Beck’s Ice – transparentes Biermischgetränk mit niedrigem Alkoholgehalt und Limetten- und Minzegeschmack.
- Beck’s Summer Holunder – Biermischgetränk mit niedrigem Alkoholgehalt und Holundergeschmack. Gewinner eines Wettbewerbs auf Facebook.,[9] ehemals eine Limited Edition.
- Beck’s Lemon Brew

Zudem wurden 2015 die Biere 1873 Pils, Pale Ale und Amber Lager auf den Markt gebracht. 2016 wurde diese Serie durch das Red Ale ergänzt.
(Diese gibt es nicht mehr)
Ausschließlich für den amerikanischen Markt werden in den USA gebraut:
- Beck’s Sapphire – Pils mit 6,0 % Alkohol,
- Beck’s Premier light – kalorienreduzierte Variante des klassischen Pilsners speziell für den US-Markt

### Limited Edition
- 2011: Beck’s Black Currant – Biermischgetränk mit niedrigem Alkoholgehalt und dem Geschmack von Schwarzer Johannisbeere
- 2012: Beck’s Asia – Biermischgetränk mit niedrigem Alkoholgehalt und Ingwer-Grapefruitgeschmack
- 2013: Beck’s Chili Mango – Biermischgetränk mit niedrigem Alkoholgehalt und Mangogeschmack

### Frühere Produkte
- bis 2011: Beck’s Level 7 – Energy-Biermischgetränk mit niedrigem Alkoholgehalt und Koffein
- bis 2012: Beck’s Alkoholfrei
- Beck’s Twisted Orange (zuvor Beck’s Chilled Orange) – Biermischgetränk mit niedrigem Alkoholgehalt und Orangengeschmack.

### Reine Exportprodukte
- Beck’s Dark – dunkles Lagerbier
- Beck’s NEXT – leichtes Pils in der Klarglasflasche, ähnlich dem Beck’s Gold
- Beck’s Vier – mildes Lager für Großbritannien, Irland und die Niederlande
- Beck’s Oktoberfest – erscheint als Sonderauflage einmal jährlich

## Werbung für Beck’s

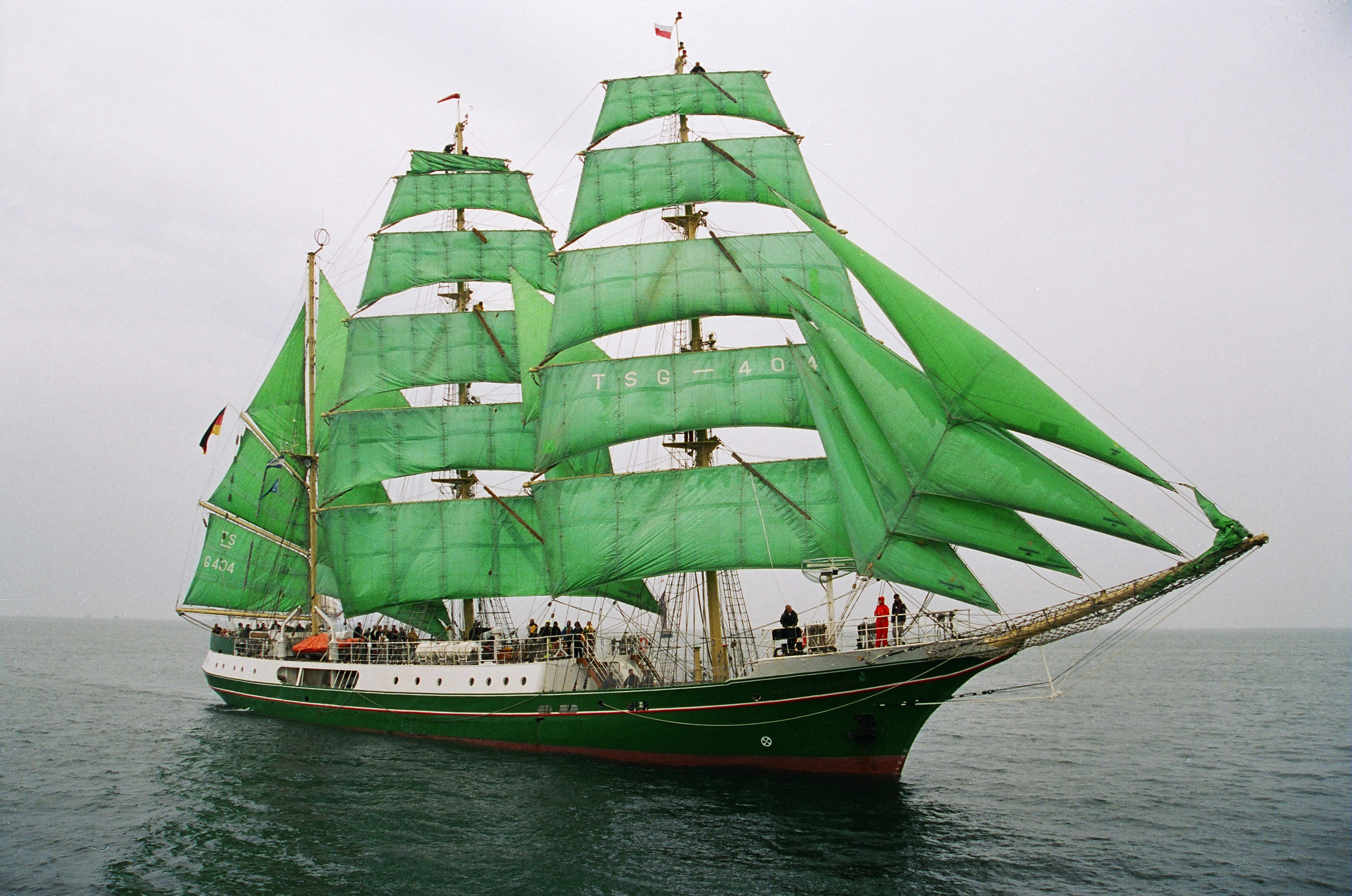
Die Alexander von Humboldt war das Schiff im Beck’s-Werbefilm

Schon sehr früh wurde begonnen, die Marke Beck’s nicht durch das Hervorheben von Produktmerkmalen, sondern durch ein klares Image von Wettbewerbern abzuheben. In dieser Hinsicht gehört Beck’s im Bierbereich neben Warsteiner zu den Vorreitern dieser Strategie.
Das „Werbe-Flaggschiff“ für Beck’s war die Alexander von Humboldt. Die Brauerei stiftete gemeinsam mit dem Unternehmer Egon H. Harms sowie der Sail Training Association Germany Stifter die DSST und ermöglichte so den Umbau des ehemaligen Feuerschiffs Reserve Sonderburg zur Bark Alexander von Humboldt.
Das erste Schiff für die Werbekampagne war die „Activ“ des Hamburger Architekten Volkwin Marg. Der Beck’s-Song Sail Away stammte von Hans Hartz, wurde weltweit 1,6 Millionen Mal verkauft und später auch von Joe Cocker gesungen. Seit 2015 ist Sail von der Band Awolnation der Beck’s-Song.
Ein werblicher Erfolg in jüngster Zeit ist die Markteinführung von Beck’s Gold. Ein eher typisches Lagerbier wurde durch eine geschickte Verbindung gezielter Verknappung und Belieferung ausgewählter Bezieher (etwa an Szenebars) so in den Markt eingeführt, dass die Kunden zunächst sogar bereit waren, höhere Flaschenpreise zu zahlen als für das herkömmliche Beck’s.
Gemeinsam mit dem Elektrogerätehersteller Philips und anderen Biermarken aus dem InBev-Verbund führte man 2005 das System PerfectDraft ein, eine neuartige Zapfanlage für den Hausgebrauch. Hier wurde vor allem Wert auf einfache Handhabung und Design gelegt, um mögliche neue Kundenschichten zu binden. Dies soll unter anderem durch ein patentiertes und daher nicht ohne weiteres durch Mitbewerber nachzuahmendes System für die benötigten Fässer erreicht werden.

### Schreibweise
Die Schreibweise des Markennamens Beck’s ist im Deutschen nach der Rechtschreibreform nicht mehr falsch, da nach den neuen Regeln zur Verdeutlichung bei Eigennamen im Genitiv ein Apostroph gesetzt werden kann. Die Schreibweise war im 19. Jahrhundert gebräuchlich. Sie ist durch die internationale Ausrichtung, vor allem im englischsprachigen Raum, zu erklären.

### Markenlogo

Beck’s-Wappen (Markenlogo)

Das Beck’s-Logo zeigt ein rotes Wappen mit einem weißen Schlüssel. Nicht zu leugnen ist die Ähnlichkeit mit dem Bremer Stadtwappen, von dem es ab 1876 entlehnt wurde. Auf der Suche nach einer angemessenen Versinnbildlichung beschlossen die Firmengründer ursprünglich, das Bremer Wappen eins zu eins zu übernehmen. Dies stieß jedoch auf Einwendungen seitens der Stadt, die nicht mit der Herstellung von Alkohol in Verbindung gebracht werden wollte. Daher entschloss man sich, die Form des Wappens ein wenig zu verändern und den darin abgebildeten Schlüssel horizontal zu spiegeln, also einfach nur seitenverkehrt darzustellen. Das Ergebnis war für beide zufriedenstellend und wurde seitdem als Symbol für Brauerei und Marke verwendet.

### Grüne Flasche
Bier wurde traditionell in braune Flaschen abgefüllt. Da die Nienburger Glashütte und Glasfabrik Himly, Holscher & Co. aber nur (grüne) Weinflaschen herstellte, entschloss man sich zur grünen Flasche. Die Nienburger Hütte war bis zur Übernahme durch InBev ein Unternehmen von Beck’s. Heute ist sie Teil von Ardagh Glass.

## Internationale Herstellung und Exportpolitik
Beck’s wird in ungefähr 120 Länder der Welt exportiert. Bis 1949 wurde Beck’s nur ins Ausland geliefert, danach begann erst der Absatz auf dem deutschen Markt. Unter Lizenz von AB InBev wird Beck’s von Molson Coors Europe für vor allem osteuropäische Länder gebraut und vertrieben.
Nationale Besonderheiten im Verbrauchergeschmack erfordern besondere Ausrichtungen auf außerdeutschen Märkten. Beck’s Green Lemon wird auf dem US-Markt nicht angeboten, auch kein Beck’s Gold. Letzteres ist gegen die seit langem erfolgreichen leichten und milden Lagerbiere wie Miller oder Budweiser weniger konkurrenzfähig.